# Campionat del Quatre i Mig de 2009
El Campionat del Quatre i Mig de 2009 és l'edició del 2009 del Quatre i Mig de pilota basca. Organitzada per la Lliga d'Empreses de Pilota a Mà, hi prenen part jugadors professionals de les empreses Asegarce i Aspe. És patronitzada pel banc BBK.
Vint pilotaris, enquadrats en 4 grups, s'eliminen en dues partides per tal d'enfrontar-se al seu cap de grup. Els quatre classificats juguen després una lligueta tots contra tots, de la qual els dos millors passen a la final.

## Pilotaris
(En negreta els caps de sèrie)
| - Pilotaris d'Asegarce: - Agirre - Arretxe II - Bengoetxea VI - Berasaluze VIII - Iñigo Díaz - Leiza - Olaetxea - Olaizola I - Olaizola II - Patxi Ruiz - Saralegi |  | - Pilotaris d'Aspe: - Aritz Lasa - Berasaluze IX - Beroiz - González - Martinez de Irujo - Olazabal - Ongay - Retegi Bi - Titín III - Xala |

## Resultats

### Prèvia
L'empresa Asegarce organitza una partida prèvia per a jugar la competició.
| Data     | Frontó    | Roig   | Blau       | Resultat |
| -------- | --------- | ------ | ---------- | -------- |
| 05/10/09 | Atarrabia | Agirre | Iñigo Díaz | 11-22    |

### Eliminatòries

#### Grup A
El cap del grup A és Martinez de Irujo.
|  | Semifinals                       | Semifinals |    |  | Final                            | Final |  |
|  |                                  |            |    |  |                                  |       |  |
|  | Labrit de Pamplona, 17 d'octubre |            |    |  |                                  |       |  |
|  | Bengoetxea VI                    | 22         |    |  |                                  |       |  |
|  | Beroiz                           | 05         |    |  |                                  |       |  |
|  |                                  |            |    |  |                                  |       |  |
|  |                                  |            |    |  | Labrit de Pamplona, 24 d'octubre |       |  |
|  |                                  |            |    |  | Bengoetxea VI                    | 22    |  |
|  |                                  | Aritz Lasa | 19 |  |                                  |       |  |
|  |                                  |            |    |  |                                  |       |  |
|  |                                  |            |    |  |                                  |       |  |
|  |                                  |            |    |  |                                  |       |  |
|  | Urretxu, 09 d'octubre            |            |    |  |                                  |       |  |
|  | Aritz Lasa                       | 20         |    |  |                                  |       |  |
|  | Arretxe II                       | 22         |    |  |                                  |       |  |

##### Eliminatòria final
| Data     | Frontó           | Roig              | Blau          | Resultat |
| -------- | ---------------- | ----------------- | ------------- | -------- |
| 01/11/09 | Astelena d'Eibar | Martinez de Irujo | Bengoetxea VI | 22-19    |

#### Grup B
El cap del grup B és Titín III.
|  | Semifinals                               | Semifinals |    |  | Final                          | Final |  |
|  |                                          |            |    |  |                                |       |  |
|  | Larrainzar, 10 d'octubre                 |            |    |  |                                |       |  |
|  | Olaizola I                               | 22         |    |  |                                |       |  |
|  | Olazabal                                 | 12         |    |  |                                |       |  |
|  |                                          |            |    |  |                                |       |  |
|  |                                          |            |    |  | Astelena d'Eibar, 25 d'octubre |       |  |
|  |                                          |            |    |  | Olaizola I                     | 22    |  |
|  |                                          | Saralegi   | 17 |  |                                |       |  |
|  |                                          |            |    |  |                                |       |  |
|  |                                          |            |    |  |                                |       |  |
|  |                                          |            |    |  |                                |       |  |
|  | Atano III de Sant Sebastià, 18 d'octubre |            |    |  |                                |       |  |
|  | Xala                                     | 12         |    |  |                                |       |  |
|  | Saralegi                                 | 22         |    |  |                                |       |  |

##### Eliminatòria final
| Data     | Frontó    | Roig      | Blau       | Resultat |
| -------- | --------- | --------- | ---------- | -------- |
| 30/10/09 | Balmaseda | Titín III | Olaizola I | 22-21    |

#### Grup C
El cap del grup C és Olaizola II.
|  | Semifinals                       | Semifinals |    |  | Final                  | Final |  |
|  |                                  |            |    |  |                        |       |  |
|  | Beotibar de Tolosa, 19 d'octubre |            |    |  |                        |       |  |
|  | Ongay                            | 07         |    |  |                        |       |  |
|  | Patxi Ruiz                       | 22         |    |  |                        |       |  |
|  |                                  |            |    |  |                        |       |  |
|  |                                  |            |    |  | Zornotza, 24 d'octubre |       |  |
|  |                                  |            |    |  | Patxi Ruiz             | 15    |  |
|  |                                  | Retegi Bi  | 22 |  |                        |       |  |
|  |                                  |            |    |  |                        |       |  |
|  |                                  |            |    |  |                        |       |  |
|  |                                  |            |    |  |                        |       |  |
|  | Errenteria, 17 d'octubre         |            |    |  |                        |       |  |
|  | Retegi Bi                        | 22         |    |  |                        |       |  |
|  | Olaetxea                         | 08         |    |  |                        |       |  |

##### Eliminatòria final
| Data     | Frontó             | Roig        | Blau      | Resultat |
| -------- | ------------------ | ----------- | --------- | -------- |
| 31/10/09 | Labrit de Pamplona | Olaizola II | Retegi Bi | 11-22    |

#### Grup D
El cap del grup D és Berasaluze VIII.
|  | Semifinals               | Semifinals |    |  | Final                 | Final |  |
|  |                          |            |    |  |                       |       |  |
|  | Guernica, 12 d'octubre   |            |    |  |                       |       |  |
|  | Leiza                    | 22         |    |  |                       |       |  |
|  | Berasaluze IX            | 15         |    |  |                       |       |  |
|  |                          |            |    |  |                       |       |  |
|  |                          |            |    |  | Zeanuri, 23 d'octubre |       |  |
|  |                          |            |    |  | Leiza                 | 12    |  |
|  |                          | González   | 22 |  |                       |       |  |
|  |                          |            |    |  |                       |       |  |
|  |                          |            |    |  |                       |       |  |
|  |                          |            |    |  |                       |       |  |
|  | Lekunberri, 11 d'octubre |            |    |  |                       |       |  |
|  | González                 | 22         |    |  |                       |       |  |
|  | Iñigo Díaz               | 19         |    |  |                       |       |  |

##### Eliminatòria final
| Data     | Frontó             | Roig            | Blau     | Resultat |
| -------- | ------------------ | --------------- | -------- | -------- |
| 02/11/09 | Beotibar de Tolosa | Berasaluze VIII | González | 10-16    |

###### Nota a l'eliminatòria final
- Berasaluze VIII es retira de la partida per un esquinç al turmell esquerre.

#### Classificats a la Lligueta
- González
- Martinez de Irujo
- Retegi Bi
- Titín III

### Lligueta
| Data     | Frontó                     | Roig              | Blau              | Resultat |
| -------- | -------------------------- | ----------------- | ----------------- | -------- |
| 07/11/09 | Aritzbatalde de Zarautz    | Martinez de Irujo | González          | 19-22    |
| 08/11/09 | Astelena d'Eibar           | Titín III         | Retegi Bi         | 22-13    |
| 14/11/09 | Labrit de Pamplona         | Martinez de Irujo | Retegi Bi         | 22-11    |
| 15/11/09 | Astelena d'Eibar           | Titín III         | González          | 22-17    |
| 21/11/09 | Labrit de Pamplona         | González          | Retegi Bi         | 22-12    |
| 22/11/09 | Atano III de Sant Sebastià | Titín III         | Martinez de Irujo | 11-22    |

#### Classificació de la lligueta
| Pilotari | Pilotari          | Partides jugades | Partides guanyades | Partides perdudes | Jocs a favor | Jocs en contra | Dif |
| -------- | ----------------- | ---------------- | ------------------ | ----------------- | ------------ | -------------- | --- |
| 1        | Martinez de Irujo | 3                | 2                  | 1                 | 63           | 44             | +19 |
| 2        | González          | 3                | 2                  | 1                 | 61           | 53             | +08 |
| 3        | Titín III         | 3                | 2                  | 1                 | 55           | 52             | +03 |
| 4        | Retegi Bi         | 3                | 0                  | 3                 | 36           | 66             | -30 |

### Final
| Juan Martinez de Irujo | 18 - 22 | Sebastien Gonzalez |
| ---------------------- | ------- | ------------------ |
|                        |         |                    |

 Frontó Atano III de Sant Sebastià